# Opius pterostigmatus
Opius pterostigmatus är en stekelart som beskrevs av Szepligeti 1898. Opius pterostigmatus ingår i släktet Opius och familjen bracksteklar. Inga underarter finns listade i Catalogue of Life.